# Miller–Urey-kísérlet
A Miller–Urey-kísérlet egy először 1952-ben elvégzett, az ősi Föld légkörében lezajlott egyik fontos reakciócsoportot vizsgáló kísérlet, melyet először Stanley Miller és Harold Urey a Chicagói Egyetemen végeztek el. Keresték annak módját, hogyan jöhettek létre az egyszerűbb légköri molekuláris „építőkockákból” az összetettebbek, melyek fontos láncszemet képeztek az élet nagymolekulái felé.
Az élet keletkezése hatalmas kérdéskör a tudomány számára. Kísérleti megragadására az egyszerű építőelemek keletkezése szintjén is mód van. Ezt a lehetőséget mutatta be a Miller–Urey-kísérlet.

## Előzmények
Az 1940-es évek végén Harold Urey, a Chicagói Egyetem vegyésze csillagászokkal és kozmológusokkal együttműködve megpróbálta körvonalazni a Föld korai korszakában fennálló légkör összetételét. Arra a következtetésre jutottak, hogy ez kémiailag nagyban hasonlíthatott a világegyetem kémiai felépítésére, vagyis összetétele 90% hidrogén, 9% hélium, és a maradék 1%-ot oxigén, szén, nitrogén, neon, kén, szilícium, vas és argon alkották. Ezek közül az elemek közül a hélium, az argon és a neon nemesgázok, azaz nem lépnek reakcióba más elemekkel.
Korábban már kísérletekkel igazolták, hogy a többi elem reakciója során létrejöhettek olyan összetettebb molekulák, mint a víz, metán, ammónia és a kénhidrogén.

## A kísérlet

A Miller–Urey-kísérlet elrendezése

1952-ben Stanley Miller vegyész (akkor még csak 22 évesen) elhatározta, hogy kísérlettel ellenőrzi Urey elméletét, főleg azt, hogy az adott alkotóelemekből létrejöhet-e élet.
Miller gondosan sterilizálta a kísérletben használandó üvegcsöveket, lombikokat és főzőedényeket.
Egy nagyobb főzőedényt megtöltött sterilizált vízzel. Más lombikokban tárolta a Urey által meghatározott kémiai anyagokat: metánt, ammóniát és kénhidrogént.
A vizet lassan forralni kezdte, hogy vízpára keletkezzen, és a pára eljusson a kísérleti „légkör” edényéhez. Itt keverte hozzá a többi palackban tárolt három gázt.
Miller rájött, hogy bármiféle kémiai reakció beindulásához valamilyen energia szükséges. Mivel más tudósok már meghatározták, hogy a Föld korai időszakában a légkör elektromosan aktívabb volt, ezért a villámlás gyakoribb jelenség volt, mint manapság. (Megjegyzendő, hogy a Föld mai légkörében is állandóak a villámlások, csak ezek a Föld különböző területein jönnek létre.) A villám lényegét tekintve elektromos kisülés, ezért Miller két elektródát helyezett el a kísérleti „légkör” palackjában, és ezeket egy elektromos elem két ellentétes pólusához kötötte. Az elektromos feszültséget és a távolságot az elektródák között úgy állította be, hogy szikrázás jöjjön létre.
A „légkör” palackjához csatlakozó egyik üvegcsövet lehűtve azon vízpára csapódott ki, ami egy gyűjtőedénybe csepegett, amit szintén melegíteni lehetett. A gyűjtőedény összeköttetésben állt az eredeti forralóedénnyel, hiszen a valódi légkörben is szabadon mozoghattak az alkotóelemek.
Egy hetes folyamatos szikráztatás után Miller leállította a kísérletet, és kielemezte a gyűjtőedényben lévő maradékot.
Azt találta, hogy a rendszerben lévő szén 15%-a szerves anyaggá alakult, sőt aminosavak is keletkeztek (az aminosavak a fehérjék építőelemei). Tehát mindössze 1 hét alatt Millernek sikerült a szerves élet építőelemeit előállítania.
A világ tudósait elámította, hogy ilyen rövid idő alatt aminosavak jöttek létre.

## Eredmények
A lecsapódott víz elemzésekor azt találták, hogy a szén 10–15%-a alakult át szerves vegyületekké. 2%-a aminosavakká alakult. Közöttük a glicin volt a leggyakoribb. Cukrokat, lipideket szintén találtak a létrejött szerves vegyületek között. A kiralitás szempontjából lényeges, hogy a királis fény síkját balra (L) és jobbra (D) forgató vegyületek azonos mennyiségben keletkeztek.
Kémiai szempontból a következő lépések zajlottak le. Először hidrogén-cianid (HCN), formaldehid, acetilén, cianoacetilén és más vegyületek jönnek létre a következő lépésekben:
CO2 → CO + [O] (atomos oxigén)
CH4 + 2[O] → CH2O + H2O
CO + NH3 → HCN + H2O
CH4 + NH3 → HCN + 3H2 (BMA-folyamat)
Ezek a vegyületek azután reakcióba lépnek egymással és a tartályban lévő anyagokkal, vizes oldatot képeznek majd aminosavakat és más biomolekulákat hoznak létre a Strecker-szintézis néven ismert folyamatban:
CH2O + HCN + NH3 → NH2-CH2-CN + H2O
NH2-CH2-CN + 2H2O → NH3 + NH2-CH2-COOH (glicin)

## Későbbi kísérletek
A Föld ősi légköre redukáló volt. De ma már úgy gondolják a kutatók, hogy nem olyan mértékben, mint azt a Miller–Urey-kísérlet idején feltételezték. Az intenzív vulkáni működés sok szén-dioxidot, nitrogént, kén-hidrogént (H2S), és kén-dioxidot (SO2) bocsátott ki a légkörbe. Azok a későbbi kísérletek, amelyek már ezeket a gázokat használták, még a korai Miller-Urey-típusú kísérletek eredményeinél is változatosabb molekulavilágot hoztak létre.
Eredetileg főleg ammóniából és metánból álló légkört feltételeztek. Azonban a légköri szén inkább CO2 formájában, esetleg egy kevés CO-val együtt és nitrogéngáz formájában N2 volt jelen. A gyakorlatban a CO, CO2, N2, stb. tartalmú légkör is hasonló eredményeket ad, mint amilyeneket a Miller–Urey-kísérletben használt CH4 és NH3 tartalmú.

## A Naprendszer más részein is?
A Miller–Urey-kísérlet viszonyainak megfelelő környezetek másutt is előfordultak és még ma is előfordulnak a Naprendszerben. A Nap ultraibolya sugárzása, vagy a légköri villámok is jelen vannak energiaforrásul.
Az aminosavak előfordulnak a meteoritokban is. A Murchison meteoritban, amely Ausztráliában hullott, 90-nél is több aminosavat találtak. Ezek közül 19 volt olyan, amely részt vesz a földi élet felépítésében is.
Az üstökösökről és a Neptunuszon túli égitestekről is úgy véljük, hogy nagy mennyiségben tartalmaznak komplex szénvegyületeket (például a tholint). A korai Földet nagy mennyiségben érték el a külső Naprendszer anyagai, üstökösök, égitesttörmelékek, és ezek is szállíthattak összetett szerves molekulákat a Földre (Pánspermia hipotézis).

## Külső hivatkozások
- Az első cikk Millertől és Ureytől a kísérletről
- A Production of Amino Acids Under Possible Primitive Earth Conditions by Stanley L. Miller
- Mi a baj a Miller-Urey kísérlettel?, Critical Biomass, 2011. július 3.